# Otto Striebeck

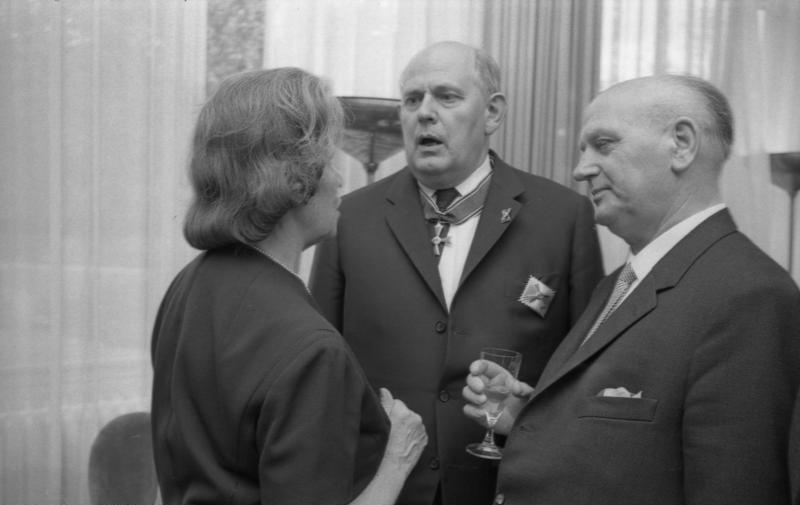
Otto Striebeck (rechts), 1965

Otto Striebeck (* 18. September 1894 in Baak; † 1. Februar 1972 in Mülheim an der Ruhr) war ein deutscher Journalist und Politiker (SPD).

## Leben und Beruf
Nach dem Volksschulabschluss und dem Besuch der Bergvorschule war Striebeck 16 Jahre als Bergmann tätig. Er schloss sich 1917 der Gewerkschaft an, war zunächst Jugendleiter und wurde später Vorsitzender des Betriebsrates der Zeche Friedrich Heinrich in Lintfort. Von 1929 bis 1933 arbeitete er als Redakteur der sozialdemokratischen Volksstimme in Moers. Nach der Machtübernahme der Nationalsozialisten musste er seine politische Tätigkeit aufgeben. 1935 wurde er von der Gestapo verhaftet und wegen Vorbereitung zum Hochverrat zu zwei Jahren und zehn Monaten Zuchthaus verurteilt. Nach dem Zweiten Weltkrieg nahm er seine Arbeit als Redakteur wieder auf und war unter anderem Redaktionsleiter der Neuen Ruhr Zeitung in Mülheim an der Ruhr.

## Partei
Striebeck trat 1917 in die SPD ein und war nach 1945 Vorsitzender des SPD-Unterbezirkes Mülheim.

## Abgeordneter
Striebeck war 1945 Bürgerrat und seit 1946 Ratsmitglied der Stadt Mülheim. Hier wurde er zum Vorsitzenden der SPD-Fraktion gewählt. Dem Deutschen Bundestag gehörte er von 1949 bis 1953 sowie vom 27. Mai 1958, als er für den verstorbenen Abgeordneten Wilhelm Mellies nachrückte, bis 1965 an. Im Parlament vertrat er den Wahlkreis Mülheim, in dem er 1961 mit 48,1 % der Erststimmen direkt gewählt wurde.
| Personendaten    | Personendaten                                 |
| ---------------- | --------------------------------------------- |
| NAME             | Striebeck, Otto                               |
| KURZBESCHREIBUNG | deutscher Journalist und Politiker (SPD), MdB |
| GEBURTSDATUM     | 18. September 1894                            |
| GEBURTSORT       | Baak                                          |
| STERBEDATUM      | 1. Februar 1972                               |
| STERBEORT        | Mülheim an der Ruhr                           |